# Vanilla Chocolat
Vanilla Chocolat è un singolo della cantante rumena Alexandra Stan, pubblicato il 25 novembre 2014 come quinto estratto dal secondo album in studio Unlocked.
Inizialmente uscito in Romania, dal 5 dicembre 2014 è stato distribuito a livello mondiale per promuovere la pubblicazione dell'album.

## Video musicale
Nel dicembre 2015 è stato reso disponibile il "Selfie video", nel mentre si attendeva la pubblicazione del video ufficiale, ma alla fine il video fu cancellato e si arrivò alla conclusione di utilizzare il selfie video come video ufficiale vero e proprio.

## Tracce
Digital Download
1. Vanilla Chocolat – 3:15

## Date di pubblicazione
| Paese   | Data             |
| ------- | ---------------- |
| Romania | 27 novembre 2014 |
| Mondo   | 5 dicembre 2014  |